# Titus Pomponius Antistianus Funisulanus Vettonianus
Titus Pomponius Antistianus Funisulanus Vettonianus war ein im 2. Jahrhundert n. Chr. lebender römischer Politiker. In den Arvalakten wird sein Name als Titus Pomponius Antistianus angegeben.
Durch die Arvalakten ist belegt, dass Antistianus 121 zusammen mit Lucius Pomponius Silvanus Suffektkonsul war; die beiden Konsuln übten ihr Amt von Mai bis Juni aus.